# Timur Frunze
Timur Michajłowicz Frunze (ros. Тимур Михайлович Фрунзе, ur. 5 kwietnia 1923 w Charkowie, zm. 19 stycznia 1942 w rejonie Starej Russy) – radziecki lotnik wojskowy, Bohater Związku Radzieckiego (1942).

## Życiorys
Był synem rewolucjonisty i dowódcy Michaiła Frunzego. Od 1931 wychowywał się w rodzinie Woroszyłowa, uczył się w szkole średniej w Moskwie, od 1938 należał do Komsomołu, w 1940 ukończył szkołę artyleryjską. Od 1940 służył w Armii Czerwonej, w 1941 ukończył Kaczyńską Wojskową Wyższą Szkołę Lotniczą Pilotów, od końca grudnia 1941 walczył na Froncie Północno-Zachodnim jako lotnik 161 myśliwskiego pułku lotniczego. Wykonał 9 lotów bojowych, brał udział w trzech walkach powietrznych, strącił osobiście dwa i w grupie jeden samolot wroga. Zginął w walce powietrznej 19 stycznia 1942. Uchwałą Prezydium Rady Najwyższej ZSRR z 16 marca 1942 pośmiertnie otrzymał tytuł Bohatera Związku Radzieckiego i Order Lenina. Został pochowany na Cmentarzu Nowodziewiczym.